# Kanada az 1992. évi téli olimpiai játékokon
Kanada a franciaországi Albertville-ben megrendezett 1992. évi téli olimpiai játékok egyik részt vevő nemzete volt. Az országot az olimpián 11 sportágban 108 sportoló képviselte, akik összesen 7 érmet szereztek.

## Érmesek
| Érem  | Versenyző | Sportág                    | Versenyszám                |
| ----- | --- | -------------------------- | -------------------------- |
| Arany | Kerrin Lee-Gartner | Alpesisí                   | Női lesiklás               |
| Arany | Angela Cutrone Sylvie Daigle Nathalie Lambert Annie Perreault | Rövidpályás gyorskorcsolya | Női 3000 m váltó           |
| Ezüst | Nemzeti válogatott Dave Archibald Todd Brost Sean Burke Kevin Dahl Curt Giles David Hannan Gordon Hynes Fabian Joseph Joe Juneau Trevor Kidd Patrick Lebeau Chris Lindberg Eric Lindros Kent Manderville Adrien Plavsic Dan Ratushny Sam Saint-Laurent Brad Schlegel Wallace Schreiber Randy Smith David Tippett Brian Tutt Jason Woolley | Jégkorong                  | Férfi                      |
| Ezüst | Frédéric Blackburn | Rövidpályás gyorskorcsolya | Férfi 1000 m               |
| Ezüst | Frédéric Blackburn Laurent Daignault Michel Daignault Sylvain Gagnon Mark Lackie | Rövidpályás gyorskorcsolya | Férfi 5000 m váltó         |
| Bronz | Myriam Bédard | Biatlon                    | Női 15 km egyéni indításos |
| Bronz | Isabelle Brasseur Lloyd Eisler | Műkorcsolya                | Páros                      |

## Alpesisí
Férfi
| Versenyző     | Versenyszám            | 1. futam | 1. futam | 2. futam      | 2. futam      | Összesítés    | Összesítés    |
| Versenyző     | Versenyszám            | Idő      | Hely.    | Idő           | Hely.         | Idő           | Helyezés      |
| ------------- | ---------------------- | -------- | -------- | ------------- | ------------- | ------------- | ------------- |
| Felix Belczyk | Lesiklás               |          |          |               |               | 1:53,37       | 18.           |
| Rob Crossan   | Műlesiklás             | 55,21    | 27.      | 54,65         | 19.           | 1:49,86       | 20.           |
| Rob Crossan   | Óriás-műlesiklás       | 1:10,69  | 40.      | 1:07,88       | 35.           | 2:18,57       | 35.           |
| Rob Crossan   | Szuperóriás-műlesiklás |          |          |               |               | nem ért célba | nem ért célba |
| Brad King     | Műlesiklás             | 56,42    | 34.      | nem ért célba | nem ért célba | kiesett       | kiesett       |
| Cary Mullen   | Lesiklás               |          |          |               |               | kizárták      | kizárták      |
| Willy Raine   | Műlesiklás             | 56,80    | 37.      | 56,52         | 28.           | 1:53,32       | 29.           |
| Willy Raine   | Óriás-műlesiklás       | 1:11,30  | 44.      | 1:08,76       | 40.           | 2:20,06       | 39.           |
| Willy Raine   | Szuperóriás-műlesiklás |          |          |               |               | 1:19,12       | 48.           |
| Brian Stemmle | Lesiklás               |          |          |               |               | 1:53,77       | 23.           |
| Roman Torn    | Lesiklás               |          |          |               |               | nem ért célba | nem ért célba |

| Versenyző     | Versenyszám | Lesiklás | Lesiklás | Lesiklás | Műlesiklás | Műlesiklás | Műlesiklás | Műlesiklás | Műlesiklás | Műlesiklás | Műlesiklás | Összesítés | Összesítés |
| Versenyző     | Versenyszám | Lesiklás | Lesiklás | Lesiklás | 1. futam   | 1. futam   | 2. futam   | 2. futam   | Össz.      | Össz.      | Össz.      | Összesítés | Összesítés |
| Versenyző     | Versenyszám | Idő      | Pont     | Hely.    | Idő        | Hely.      | Idő        | Hely.      | Idő        | Pont       | Hely.      | Pont       | Helyezés   |
| ------------- | ----------- | -------- | -------- | -------- | ---------- | ---------- | ---------- | ---------- | ---------- | ---------- | ---------- | ---------- | ---------- |
| Felix Belczyk | Összetett   | 1:47,75  | 28,34    | 25.      | nem indult | nem indult | kiesett    | kiesett    | kiesett    | kiesett    | kiesett    | kiesett    | kiesett    |
| Rob Crossan   | Összetett   | 1:48,33  | 34,25    | 29.      | 50,77      | 10.        | 54,35      | 15.        | 1:45,12    | 23,02      | 12.        | 57,27      | 12.        |
| Cary Mullen   | Összetett   | 1:47,47  | 25,48    | 21.      | 52,65      | 16.        | 54,93      | 16.        | 1:47,58    | 36,89      | 16.        | 62,37      | 14.        |

Női
| Versenyző          | Versenyszám            | 1. futam | 1. futam | 2. futam | 2. futam | Összesítés | Összesítés |
| Versenyző          | Versenyszám            | Idő      | Hely.    | Idő      | Hely.    | Idő        | Helyezés   |
| ------------------ | ---------------------- | -------- | -------- | -------- | -------- | ---------- | ---------- |
| Annie Laurendeau   | Műlesiklás             | 52,01    | 31.      | 48,02    | 24.*     | 1:40,03    | 25.        |
| Kerrin Lee-Gartner | Lesiklás               |          |          |          |          | 1:52,55    |            |
| Kerrin Lee-Gartner | Szuperóriás-műlesiklás |          |          |          |          | 1:23,76    | 6.         |
| Michelle McKendry  | Lesiklás               |          |          |          |          | 1:55,61    | 20.        |
| Michelle McKendry  | Szuperóriás-műlesiklás |          |          |          |          | 1:25,43    | 20.        |

| Versenyző          | Versenyszám | Lesiklás | Lesiklás | Lesiklás | Műlesiklás | Műlesiklás | Műlesiklás | Műlesiklás | Műlesiklás | Műlesiklás | Műlesiklás | Összesítés | Összesítés |
| Versenyző          | Versenyszám | Lesiklás | Lesiklás | Lesiklás | 1. futam   | 1. futam   | 2. futam   | 2. futam   | Össz.      | Össz.      | Össz.      | Összesítés | Összesítés |
| Versenyző          | Versenyszám | Idő      | Pont     | Hely.    | Idő        | Hely.      | Idő        | Hely.      | Idő        | Pont       | Hely.      | Pont       | Helyezés   |
| ------------------ | ----------- | -------- | -------- | -------- | ---------- | ---------- | ---------- | ---------- | ---------- | ---------- | ---------- | ---------- | ---------- |
| Kerrin Lee-Gartner | Összetett   | 1:26,49  | 8,10     | 4.       | kizárták   | kizárták   | kiesett    | kiesett    | kiesett    | kiesett    | kiesett    | kiesett    | kiesett    |
| Michelle McKendry  | Összetett   | 1:27,32  | 18,45    | 13.      | 35,67      | 11.        | 36,12      | 9.         | 1:11,79    | 20,57      | 7.         | 39,02      | 6.         |

* - egy másik versenyzővel azonos eredményt ért el

## Biatlon
Férfi
| Versenyző                                       | Versenyszám      | Lövőhiba | Időeredmény | Helyezés |
| ----------------------------------------------- | ---------------- | -------- | ----------- | -------- |
| Steve Cyr                                       | 10 km sprint     | 0        | 26:46,4     | 8.       |
| Steve Cyr                                       | 20 km egyéni     | 4        | 1:03:06,9   | 46.      |
| Tony Fiala                                      | 10 km sprint     | 2        | 29:35,0     | 62.      |
| Tony Fiala                                      | 20 km egyéni     | 1        | 1:00:39,8   | 26.      |
| Tom Hansen                                      | 10 km sprint     | 2        | 32:03,1     | 83.      |
| Jean Paquet                                     | 20 km egyéni     | 9        | 1:08:36,2   | 77.      |
| Glenn Rupertus                                  | 10 km sprint     | 3        | 28:43,3     | 52.      |
| Glenn Rupertus                                  | 20 km egyéni     | 1        | 1:00:18,3   | 20.      |
| Glenn Rupertus Jean Paquet Tony Fiala Steve Cyr | 4 × 7,5 km váltó | 0        | 1:29:37,3   | 10.      |

Női
| Versenyző                               | Versenyszám      | Lövőhiba | Időeredmény | Helyezés |
| --------------------------------------- | ---------------- | -------- | ----------- | -------- |
| Myriam Bédard                           | 7,5 km sprint    | 1        | 26:04,6     | 12.      |
| Myriam Bédard                           | 15 km egyéni     | 2        | 52:15,0     |          |
| Jane Isakson                            | 7,5 km sprint    | 1        | 28:39,7     | 50.*     |
| Jane Isakson                            | 15 km egyéni     | 4        | 1:01:06,5   | 54.      |
| Lise Meloche                            | 7,5 km sprint    | 2        | 28:24,7     | 47.      |
| Lise Meloche                            | 15 km egyéni     | 5        | 1:00:10,4   | 50.      |
| Yvonne Visser                           | 7,5 km sprint    | 4        | 29:35,9     | 59.      |
| Yvonne Visser                           | 15 km egyéni     | 5        | 1:00:38,2   | 52.      |
| Lise Meloche Myriam Bédard Jane Isakson | 3 × 7,5 km váltó | 2        | 1:23:49,1   | 11.      |

* - egy másik versenyzővel azonos eredményt ért el

## Bob
| Versenyző                                                | Versenyszám | 1. futam | 1. futam | 2. futam | 2. futam | 3. futam | 3. futam | 4. futam | 4. futam | Összesítés | Összesítés |
| Versenyző                                                | Versenyszám | Idő      | Hely.    | Idő      | Hely.    | Idő      | Hely.    | Idő      | Hely.    | Idő        | Helyezés   |
| -------------------------------------------------------- | ----------- | -------- | -------- | -------- | -------- | -------- | -------- | -------- | -------- | ---------- | ---------- |
| Greg Haydenluck Dave MacEachern                          | Kettes      | 1:00,69  | 11.*     | 1:01,09  | 7.       | 1:01,57  | 14.      | 1:01,49  | 13.      | 4:04,84    | 11.        |
| Dennis Marineau Chris Farstad                            | Kettes      | 1:00,19  | 2.       | 1:01,36  | 12.      | 1:01,18  | 6.*      | 1:01,35  | 9.       | 4:04,08    | 9.         |
| Chris Lori Ken Leblanc Cal Langford Dave MacEachern      | Négyes      | 58,00    | 3.*      | 58,71    | 3.*      | 58,66    | 6.       | 58,87    | 7.       | 3:54,24    | 4.         |
| Dennis Marineau Chris Farstad Jack Pyc Sheridon Baptiste | Négyes      | 58,61    | 11.      | 59,00    | 15.      | kizárták | kizárták | kiesett  | kiesett  | kiesett    | kiesett    |

* - egy másik csapattal azonos eredményt ért el

## Gyorskorcsolya
Férfi
| Versenyző       | Versenyszám | Eredmény       | Helyezés       |
| --------------- | ----------- | -------------- | -------------- |
| Robert Dubreuil | 500 m       | 37,86          | 14.*           |
| Sean Ireland    | 500 m       | 38,70          | 30.            |
| Sean Ireland    | 1000 m      | 1:17,03        | 23.            |
| Pat Kelly       | 1000 m      | 1:36,62~       | 45.            |
| Pat Kelly       | 1500 m      | nem ért célba~ | nem ért célba~ |
| Neal Marshall   | 1500 m      | 2:01,62        | 36.            |
| Neal Marshall   | 5000 m      | 7:27,64        | 26.            |
| Neal Marshall   | 10 000 m    | 15:07,03       | 26.            |
| Kevin Scott     | 500 m       | 38,02          | 17.            |
| Kevin Scott     | 1000 m      | 1:16,47        | 16.*           |
| Kevin Scott     | 1500 m      | 2:03,18        | 40.            |
| Guy Thibault    | 500 m       | 37,89          | 16.            |
| Guy Thibault    | 1000 m      | 1:15,36        | 7.             |
| Guy Thibault    | 1500 m      | 1:58,87        | 20.            |

Női
| Versenyző             | Versenyszám | Eredmény | Helyezés |
| --------------------- | ----------- | -------- | -------- |
| Susan Auch            | 500 m       | 40,83    | 6.       |
| Susan Auch            | 1000 m      | 1:24,27  | 17.      |
| Catriona Le May Doan  | 500 m       | 41,59    | 14.      |
| Catriona Le May Doan  | 1000 m      | 1:25,91  | 31.      |
| Shelley Rhead-Skarvan | 500 m       | 41,83    | 18.      |
| Shelley Rhead-Skarvan | 1000 m      | 1:25,04  | 25.      |

* - egy másik versenyzővel azonos eredményt ért el

~ - a futam során elesett

## Jégkorong
| Kanadai férfi jégkorongcsapat-játékoskeret                                                                         | Kanadai férfi jégkorongcsapat-játékoskeret                                                                                     | Kanadai férfi jégkorongcsapat-játékoskeret                                                                         |
| --- | --- | --- |
| - Dave Archibald - Todd Brost - Sean Burke - Kevin Dahl - Curt Giles - David Hannan - Gordon Hynes - Fabian Joseph | - Joe Juneau - Trevor Kidd - Patrick Lebeau - Chris Lindberg - Eric Lindros - Kent Manderville - Adrien Plavsic - Dan Ratushny | - Sam Saint-Laurent - Brad Schlegel - Wallace Schreiber - Randy Smith - David Tippett - Brian Tutt - Jason Woolley |

### Eredmények
B csoport
| Csapat            | M | Gy | D | V | G+ | G– | Gk  | P |
| ----------------- | - | -- | - | - | -- | -- | --- | - |
| Kanada            | 5 | 4  | 0 | 1 | 28 | 9  | +19 | 8 |
| Egyesített Csapat | 5 | 4  | 0 | 1 | 32 | 10 | +22 | 8 |
| Csehszlovákia     | 5 | 4  | 0 | 1 | 25 | 15 | +10 | 8 |
| Franciaország     | 5 | 2  | 0 | 3 | 14 | 22 | –8  | 4 |
| Svájc             | 5 | 1  | 0 | 4 | 13 | 25 | –12 | 2 |
| Norvégia          | 5 | 0  | 0 | 5 | 7  | 38 | –31 | 0 |

| 1992. február 8. | Franciaország (FRA) | 2 – 3 (1–1, 0–2, 1–0) | Kanada | Méribel, Franciaország |

|  |  |  |  |  |
|  |  |  |  |  |
|  |  |  |  |  |
|  |  |  |  |  |

| 1992. február 10. | Kanada (CAN) | 6 – 1 (1–0, 4–0, 1–1) | Svájc | Méribel, Franciaország |

|  |  |  |  |  |
|  |  |  |  |  |
|  |  |  |  |  |
|  |  |  |  |  |

| 1992. február 12. | Kanada (CAN) | 10 – 0 (0–0, 0–0, 0–0) | Norvégia | Méribel, Franciaország |

|  |  |  |  |  |
|  |  |  |  |  |
|  |  |  |  |  |
|  |  |  |  |  |

| 1992. február 14. | Kanada (CAN) | 5 – 1 (1–0, 2–1, 2–0) | Csehszlovákia | Méribel, Franciaország |

|  |  |  |  |  |
|  |  |  |  |  |
|  |  |  |  |  |
|  |  |  |  |  |

| 1992. február 16. | Egyesített Csapat (EUN) | 5 – 4 (3–2, 1–0, 1–2) | Kanada | Méribel, Franciaország |

|  |  |  |  |  |
|  |  |  |  |  |
|  |  |  |  |  |
|  |  |  |  |  |

Negyeddöntő
| 1992. február 18. | Kanada (CAN) | 4 – 3 (1–2, 1–0, 1–1, 0–0, 1–0) | Németország | Méribel, Franciaország |

|  |  |  |  |  |
|  |  |  |  |  |
|  |  |  |  |  |
|  |  |  |  |  |

Elődöntő
| 1992. február 21. | Kanada (CAN) | 4 – 2 (2–1, 0–1, 2–0) | Csehszlovákia | Méribel, Franciaország |

|  |  |  |  |  |
|  |  |  |  |  |
|  |  |  |  |  |
|  |  |  |  |  |

Döntő
| 1992. február 23. | Egyesített Csapat (EUN) | 3 – 1 (0–0, 0–0, 3–1) | Kanada | Méribel, Franciaország |

|  |  |  |  |  |
|  |  |  |  |  |
|  |  |  |  |  |
|  |  |  |  |  |

| Csapat | Helyezés |
| ------ | -------- |
| Kanada |          |

## Műkorcsolya
| Versenyző                      | Versenyszám  | Rövid program     | Rövid program | Rövid program | Kűr               | Kűr   | Kűr         | Összesítés         | Összesítés |
| Versenyző                      | Versenyszám  | Több. hely. száma | Hely.         | Hely. pont.   | Több. hely. száma | Hely. | Hely. pont. | Helyezési pontszám | Helyezés   |
| ------------------------------ | ------------ | ----------------- | ------------- | ------------- | ----------------- | ----- | ----------- | ------------------ | ---------- |
| Michael Slipchuk               | Férfi egyéni | 6×9+              | 8.            | 4,0           | 5×8+              | 9.    | 9,0         | 13,0               | 9.         |
| Elvis Stojko                   | Férfi egyéni | 5×6+              | 6.            | 3,0           | 8×7+              | 7.    | 7,0         | 10,0               | 7.         |
| Kurt Browning                  | Férfi egyéni | 5×4+              | 4.            | 2,0           | 6×6+              | 6.    | 6,0         | 8,0                | 6.         |
| Karen Preston                  | Női egyéni   | 5×11+             | 12.           | 6,0           | 6×7+              | 8.    | 8,0         | 14,0               | 8.         |
| Josée Chouinard                | Női egyéni   | 5×10+             | 10.           | 5,0           | 7×12+             | 11.   | 11,0        | 16,0               | 9.         |
| Isabelle Brasseur Lloyd Eisler | Páros        | 5×3+              | 3.            | 1,5           | 5×3+              | 3.    | 3,0         | 4,5                |            |
| Christine Hough Doug Ladret    | Páros        | 5×10+             | 9.            | 4,5           | 8×10+             | 10.   | 10,0        | 14,5               | 9.         |
| Sherry Ball Kris Wirtz         | Páros        | 6×11+             | 11.           | 5,5           | 9×12+             | 12.   | 12,0        | 17,5               | 12.        |

| Versenyző                      | Versenyszám | Kötelező tánc 1   | Kötelező tánc 1 | Kötelező tánc 1 | Kötelező tánc 2   | Kötelező tánc 2 | Kötelező tánc 2 | Eredeti (original) tánc | Eredeti (original) tánc | Eredeti (original) tánc | Kűr               | Kűr   | Kűr         | Összesítés         | Összesítés |
| Versenyző                      | Versenyszám | Több. hely. száma | Hely.           | Hely. pont.     | Több. hely. száma | Hely.           | Hely. pont.     | Több. hely. száma       | Hely.                   | Hely. pont.             | Több. hely. száma | Hely. | Hely. pont. | Helyezési pontszám | Helyezés   |
| ------------------------------ | ----------- | ----------------- | --------------- | --------------- | ----------------- | --------------- | --------------- | ----------------------- | ----------------------- | ----------------------- | ----------------- | ----- | ----------- | ------------------ | ---------- |
| Jacqueline Petr Mark Janoschak | Jégtánc     | 5×11+             | 11.             | 2,2             | 5×11+             | 12.             | 2,4             | 5×12+                   | 12.                     | 7,2                     | 5×12+             | 13.   | 13,0        | 24,8               | 12.        |

## Rövidpályás gyorskorcsolya
Férfi
| Versenyző                                                                        | Versenyszám  | Előfutam | Előfutam | Negyeddöntő | Negyeddöntő | Elődöntő | Elődöntő | B döntő | B döntő | Döntő   | Döntő | Helyezés |
| Versenyző                                                                        | Versenyszám  | Idő      | Hely.    | Idő         | Hely.       | Idő      | Hely.    | Idő     | Hely.   | Idő     | Hely. | Helyezés |
| -------------------------------------------------------------------------------- | ------------ | -------- | -------- | ----------- | ----------- | -------- | -------- | ------- | ------- | ------- | ----- | -------- |
| Frédéric Blackburn                                                               | 1000 m       | 1:38,67  | 1.       | 1:33,71     | 2.          | 1:32,23  | 2.       |         |         | 1:31,11 | 2.    |          |
| Michel Daignault                                                                 | 1000 m       | 1:33,21  | 1.       | 1:33,66     | 2.          | 1:32,10  | 3.       | 1:37,10 | 4.      |         |       | 8.       |
| Mark Lackie                                                                      | 1000 m       | 1:39,19  | 1.       | 1:34,68     | 1.          | 1:32,30  | 3.       | 1:36,28 | 3.      |         |       | 7.       |
| Frédéric Blackburn Laurent Daignault Michel Daignault Sylvain Gagnon Mark Lackie | 5000 m váltó |          |          | 7:15,25     | 3.          | 7:24,69  | 2.       |         |         | 7:14,06 | 2.    |          |

Női
| Versenyző                                                     | Versenyszám  | Előfutam | Előfutam | Negyeddöntő | Negyeddöntő | Elődöntő | Elődöntő | B döntő | B döntő | Döntő   | Döntő   | Helyezés |
| Versenyző                                                     | Versenyszám  | Idő      | Hely.    | Idő         | Hely.       | Idő      | Hely.    | Idő     | Hely.   | Idő     | Hely.   | Helyezés |
| ------------------------------------------------------------- | ------------ | -------- | -------- | ----------- | ----------- | -------- | -------- | ------- | ------- | ------- | ------- | -------- |
| Sylvie Daigle                                                 | 500 m        | 48,50    | 3.       | kiesett     | kiesett     | kiesett  | kiesett  | kiesett | kiesett | kiesett | kiesett | 18.      |
| Nathalie Lambert                                              | 500 m        | 48,41    | 2.       | 51,04       | 2.          | 1:01,90  | 3.       | 48,50   | 2.      |         |         | 6.       |
| Annie Perreault                                               | 500 m        | 48,41    | 2.       | kizárták    | kizárták    | kiesett  | kiesett  | kiesett | kiesett | kiesett | kiesett | 16.      |
| Angela Cutrone Sylvie Daigle Nathalie Lambert Annie Perreault | 3000 m váltó |          |          |             |             | 4:42,10  | 1.       |         |         | 4:36,62 | 1.      |          |

## Síakrobatika
Mogul
| Versenyző             | Versenyszám | Selejtező | Selejtező | Döntő   | Döntő    |
| Versenyző             | Versenyszám | Pont      | Helyezés  | Pont    | Helyezés |
| --------------------- | ----------- | --------- | --------- | ------- | -------- |
| Lane Barrett          | Férfi       | 21,13     | 22.       | kiesett | kiesett  |
| Jean-Luc Brassard     | Férfi       | 23,93     | 3.        | 23,71   | 7.       |
| Christian Marcoux     | Férfi       | 19,70     | 27.       | kiesett | kiesett  |
| John Smart            | Férfi       | 23,48     | 6.        | 24,15   | 5.       |
| Anna Kindy            | Női         | 14,75     | 18.       | kiesett | kiesett  |
| LeeLee Morrison-Henry | Női         | 16,46     | 17.       | kiesett | kiesett  |
| Bronwen Thomas        | Női         | 16,73     | 16.       | kiesett | kiesett  |

## Sífutás
Férfi
| Versenyző                                                | Versenyszám         | Eredmény      | Helyezés      |
| -------------------------------------------------------- | ------------------- | ------------- | ------------- |
| Yves Bilodeau                                            | 10 km               | 31:19,5       | 42.           |
| Yves Bilodeau                                            | 15 km üldözőverseny | 44:22,4       | 45.           |
| Yves Bilodeau                                            | 30 km               | 1:34:18,3     | 59.           |
| Dany Bouchard                                            | 10 km               | 30:03,8       | 25.           |
| Dany Bouchard                                            | 15 km üldözőverseny | 43:31,1       | 40.           |
| Darren Derochie                                          | 50 km               | 2:29:42,0     | 61.           |
| Wayne Dustin                                             | 10 km               | 32:16,9       | 64.           |
| Wayne Dustin                                             | 15 km üldözőverseny | 46:04,6       | 56.           |
| Wayne Dustin                                             | 30 km               | 1:31:58,2     | 48.           |
| Wayne Dustin                                             | 50 km               | 2:20:24,6     | 46.           |
| Alain Masson                                             | 30 km               | 1:34:22,0     | 60.           |
| Alain Masson                                             | 50 km               | nem ért célba | nem ért célba |
| Al Pilcher                                               | 10 km               | 31:44,8       | 52.           |
| Al Pilcher                                               | 15 km üldözőverseny | 45:44,6       | 52.           |
| Al Pilcher                                               | 30 km               | 1:31:49,3     | 45.           |
| Dany Bouchard Wayne Dustin Yves Bilodeau Darren Derochie | 4 × 10 km váltó     | 1:47:52,0     | 11.           |

Női
| Versenyző                                                    | Versenyszám         | Eredmény  | Helyezés |
| ------------------------------------------------------------ | ------------------- | --------- | -------- |
| Rhonda DeLong                                                | 5 km                | 15:59,4   | 41.      |
| Rhonda DeLong                                                | 10 km üldözőverseny | 31:01,8   | 40.      |
| Rhonda DeLong                                                | 15 km               | 49:49,7   | 43.      |
| Lorna Sasseville                                             | 15 km               | 49:18,1   | 40.      |
| Lorna Sasseville                                             | 30 km               | 1:38:27,3 | 51.      |
| Angela Schmidt-Foster                                        | 5 km                | 15:56,0   | 39.      |
| Angela Schmidt-Foster                                        | 10 km üldözőverseny | 32:30,1   | 51.      |
| Angela Schmidt-Foster                                        | 15 km               | 46:55,0   | 29.      |
| Lucy Steele                                                  | 5 km                | 16:07,8   | 46.      |
| Lucy Steele                                                  | 10 km üldözőverseny | 30:57,4   | 39.      |
| Lucy Steele                                                  | 30 km               | 1:33:35,7 | 33.      |
| Jane Vincent                                                 | 5 km                | 16:47,6   | 53.      |
| Jane Vincent                                                 | 10 km üldözőverseny | 32:10,7   | 49.      |
| Jane Vincent                                                 | 30 km               | 1:35:10,0 | 40.      |
| Angela Schmidt-Foster Rhonda DeLong Jane Vincent Lucy Steele | 4 × 5 km váltó      | 1:03:38,5 | 11.      |

## Síugrás
| Versenyző                           | Versenyszám | 1. ugrás | 1. ugrás | 2. ugrás | 2. ugrás | Összesítés | Összesítés |
| Versenyző                           | Versenyszám | Pont     | Hely.    | Pont     | Hely.    | Pont       | Helyezés   |
| ----------------------------------- | ----------- | -------- | -------- | -------- | -------- | ---------- | ---------- |
| Kirk Allen                          | Normálsánc  | 79,4     | 55.      | 82,6     | 52.      | 162,0      | 55.        |
| Kirk Allen                          | Nagysánc    | 56,7     | 52.      | 37,1     | 55.      | 93,8       | 53.        |
| Horst Bulau                         | Normálsánc  | 91,3     | 41.      | 90,1     | 42.      | 181,4      | 42.        |
| Horst Bulau                         | Nagysánc    | 56,8     | 51.      | 40,9     | 54.      | 97,7       | 52.        |
| Ron Richards                        | Normálsánc  | 91,9     | 37.      | 84,2     | 51.      | 176,1      | 46.        |
| Ron Richards                        | Nagysánc    | 69,8     | 40.      | 58,9     | 45.      | 128,7      | 43.        |
| Kirk Allen Ron Richards Horst Bulau | Csapat      | 178,3    | 14.      | 162,7    | 14.      | 341,0      | 14.        |

## Szánkó
| Versenyző                    | Versenyszám | 1. futam | 1. futam | 2. futam | 2. futam | 3. futam | 3. futam | 4. futam | 4. futam | Összesítés | Összesítés |
| Versenyző                    | Versenyszám | Idő      | Hely.    | Idő      | Hely.    | Idő      | Hely.    | Idő      | Hely.    | Idő        | Helyezés   |
| ---------------------------- | ----------- | -------- | -------- | -------- | -------- | -------- | -------- | -------- | -------- | ---------- | ---------- |
| Christi-Adrian Sudu          | Férfi egyes | 46,669   | 24.      | 46,576   | 23.      | 47,328   | 25.      | 47,225   | 24.      | 3:07,798   | 24.        |
| Harington Telford            | Férfi egyes | 45,924   | 14.      | 46,426   | 21.      | 46,829   | 17.      | 47,016   | 21.      | 3:06,195   | 18.        |
| Kathy Salmon                 | Női egyes   | 47,522   | 19.      | 47,395   | 17.      | 47,358   | 13.      | 47,246   | 15.      | 3:09,521   | 16.        |
| Christi-Adrian Sudu Dan Doll | Kettes      | 47,178   | 16.      | 46,923   | 10.      |          |          |          |          | 1:34,101   | 13.        |
| Bob Gasper André Benoit      | Kettes      | 46,873   | 11.      | 47,229   | 15.      |          |          |          |          | 1:34,102   | 14.        |